# Carl Gustaf Ströhm
Carl Gustaf Ströhm, född den 8 mars 1930 i Tallinn, Estland, död den 14 maj 2004 i Wien, Österrike, var en konservativ tysk journalist.
Ströhm växte upp i en tysk-estnisk familj och kom att utbilda sig inom rysk historia och slaviska studier. Han tog en doktorsexamen i Tübingen. Hans aktivitet som journalist började med upproret i Ungern 1956. Från 1966 till 1972 arbetade han på den tyska radiostationen Deutsche Welle och från 1972 till 1999 på dagstidningen Die Welt. De sista åren fram till sin död arbetade han i Berlin på veckotidningen Junge Freiheit.
Ströhm har varit utrikeskorrespondent med ansvar för Östeuropa. Han betraktades sedan 1970-talet som en kunnig kritiker och analytiker av de politiska förhållandena bakom Järnridån. Han avstod under sin journalistiska karriär från att ha några som helst möten med de kommunistiska myndigheterna. Hans intresse rörde istället vanliga människor och den intellektuella oppositionen i Sovjetblocket, vilket ledde till att han i ett tidigt skede kunde ge information under Sovjetunionens kollaps i början av 1990-talet.
Han var ansvarig för kolumnen "Blick nach Osten" (blick mot öst) i Junge Freiheit som tidningen skapade efter utvidgningen av EU. Utöver att översätta uttalanden från respektive regeringar intresserade han sig ofta för situationen i de östeuropeiska länderna och ifrågasatte, inte sällan kritiskt, EU:s östutvidgning med hänvisning till vad vanligt folk tyckte i Östeuropa.
Han var styrelseledamot i studiecentrumet i Weikersheim och anställd av Kurt Ziesels Deutschland Magazin och Criticón. Han har föreläst vid Hamburg-baserade Staats- und Wirtschaftspolitischen Gesellschaft.